# Zarudți, Jovkva
Zarudți (în ucraineană Зарудці) este un sat în comuna Zașkiv din raionul Jovkva, regiunea Liov, Ucraina.

## Demografie
Componența lingvistică a localității Zarudți
     Ucraineană (99,86%)
     Alte limbi (0,14%)
Conform recensământului din 2001, majoritatea populației localității Zarudți era vorbitoare de ucraineană (99,86%), existând în minoritate și vorbitori de alte limbi.